# Вулкан W
Вулка́н W — неофіційна назва групи з двох підводних вулканів. Вони розташовані в Тихому океані на південний захід від острова Кертис, у районі архіпелагу Кермадек, який відноситься до території Нової Зеландії. Виявлені в 2004 році науково-дослідним судном «Тангароа» в ході експедиції NOAA, яка досліджувала околиці островів Кермадек.
Вершина вулканів досягає глибини 900 м і має невеликі кальдери. Складені ці вулкани базальтами. У кальдерах виявлено застиглі лавові потоки, подушкову лаву і брекчії. У 2004 і 2005 роках у кальдері південно-східного вулкана було зареєстровано гідротермальну активність: звідти піднімалися струмені гарячої води.
У районі вулканів можна зустріти, зокрема, морські анемони, погонофор, двостулкових молюсків і невідомий раніше в новозеландських водах вид вудильникоподібних (див. Фототеку).

## Фототека

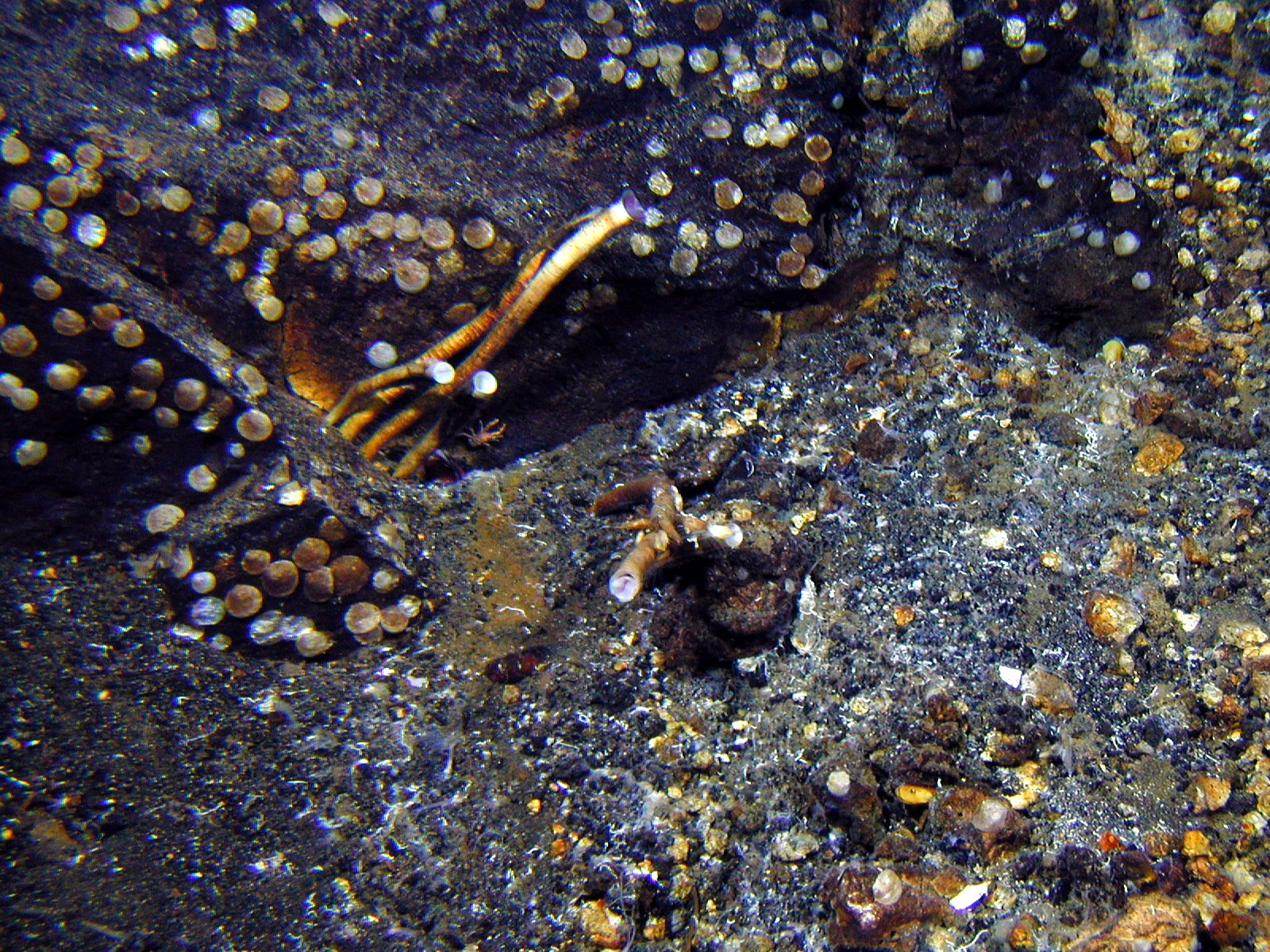
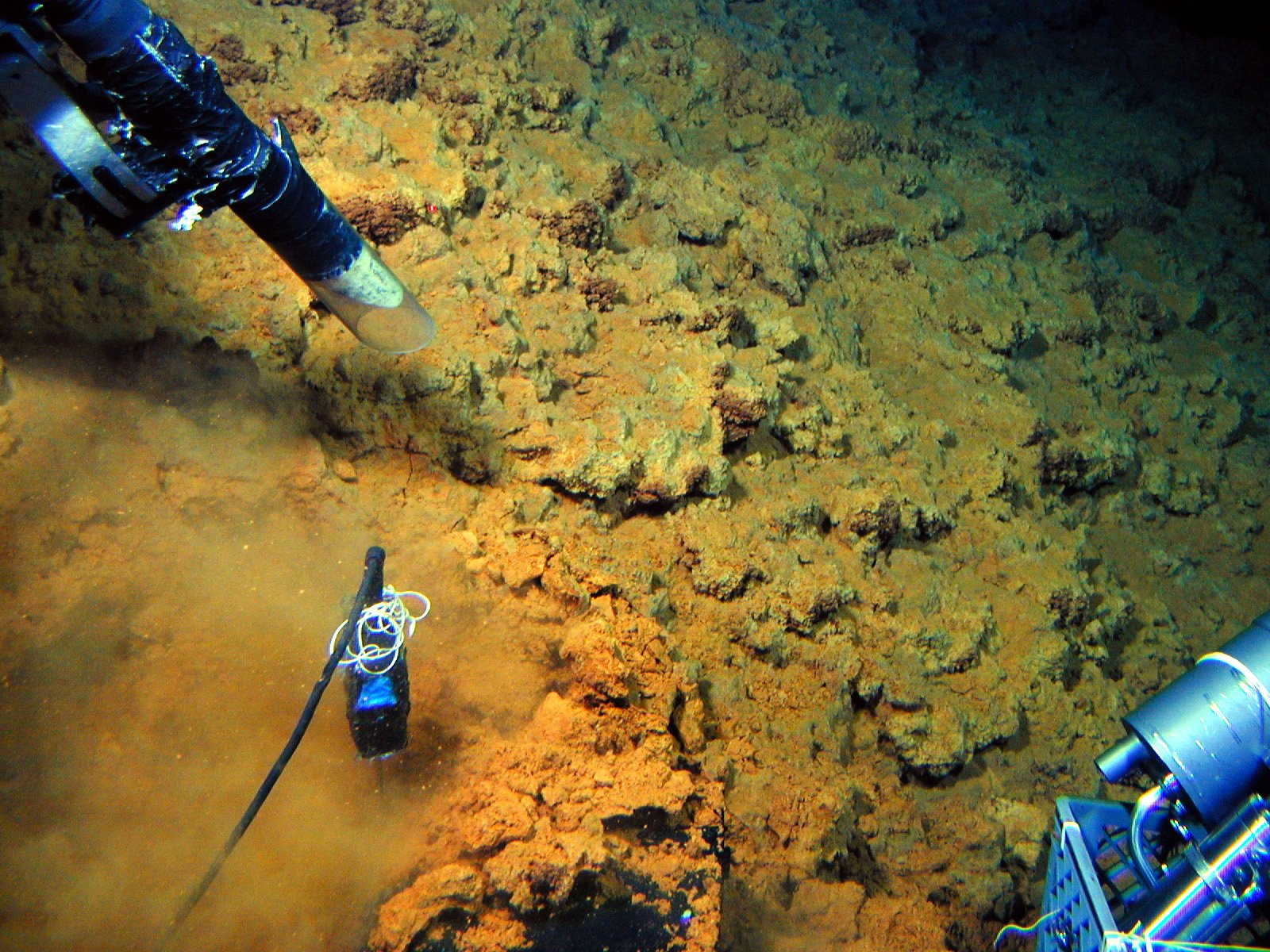
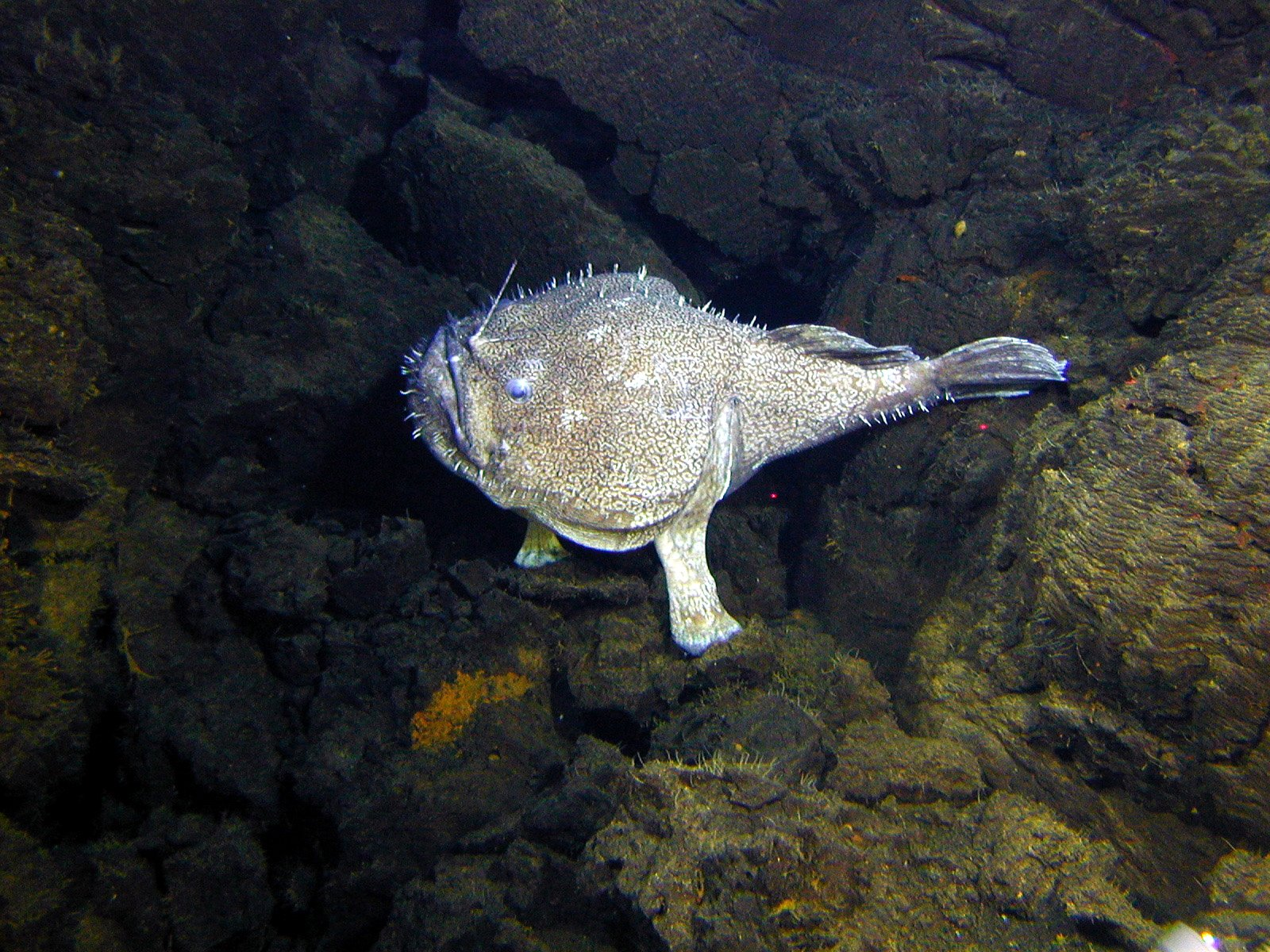
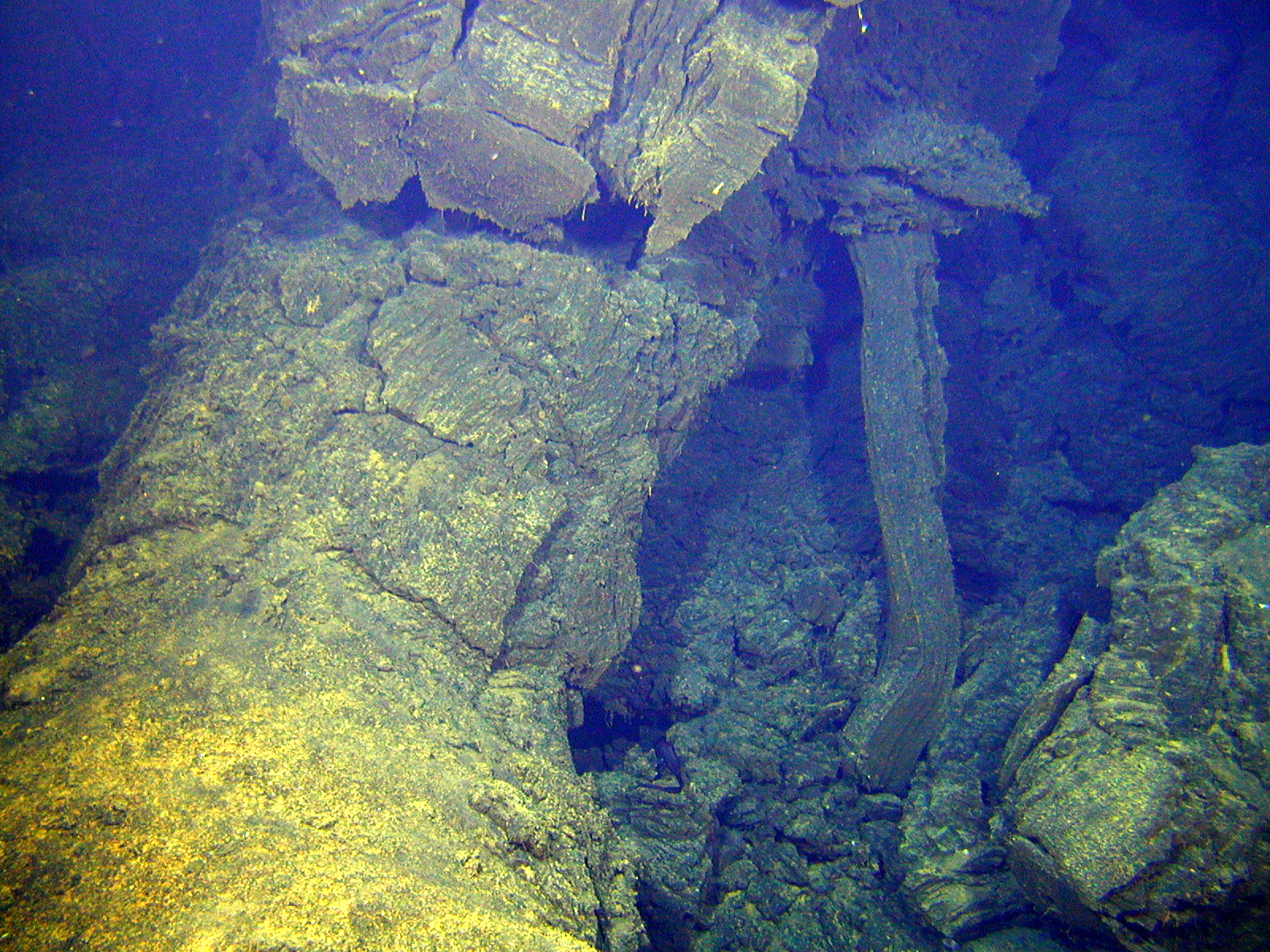
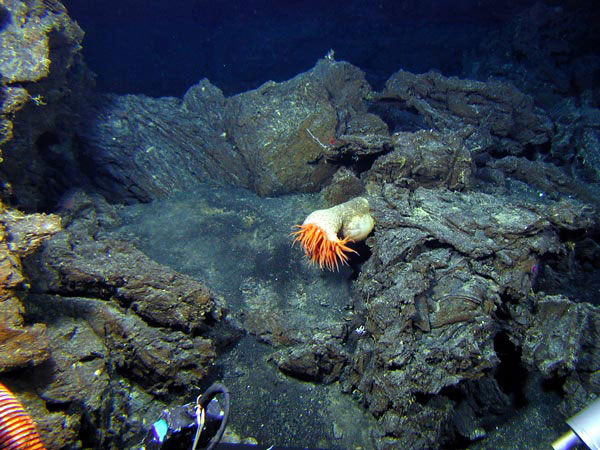